# Wolfgang Fahrian
Wolfgang Fahrian (* 31. Mai 1941 in Klingenstein, heute zu Blaustein; † 12. April 2022) war ein deutscher Fußballspieler und Spielervermittler. Bundestrainer Sepp Herberger setzte den damaligen Torwart der TSG Ulm 1846 bei der Fußball-Weltmeisterschaft 1962 in Chile in allen vier Partien der deutschen Mannschaft ein. Insgesamt spielte Fahrian von 1962 bis 1964 zehnmal für die deutsche Fußballnationalmannschaft.

## Karriere

### Vereine, 1951 bis 1976

#### Ulm, 1952 bis 1964
Wolfgang Fahrian begann das Fußballspielen im Verein im Alter von zehn Jahren bei TuS Klingenstein, schloss sich 1952 der TSG Ulm 1846 an und durchlief mit Erfolg die verschiedenen Altersklassen der Jugendabteilung der „Spatzen“. Als A-Jugendlicher gewann er – noch als Verteidiger – zweimal die Württembergische Meisterschaft. Er wurde auch in die süddeutsche Jugendauswahl berufen. Mit 18 Jahren wurde er zum Torhüter umgeschult. Mit seinem Talent und seinem Ehrgeiz sowie einem intensiven Training, auch zusätzlich zu den Einheiten im Verein, entwickelte sich Fahrian gewaltig. Hinzu kam, dass der bisherige Stammtorwart der Ulmer in der Oberliga Süd, Manfred Paul, zur Saison 1960/61 zum Karlsruher SC gewechselt war und der langjährige Ersatztorwart Artur Kießling die Lücke nicht ausfüllen konnte. Bereits am vierten Spieltag (4. September 1960) debütierte das 19-jährige Talent in der Fußball-Oberliga Süd im Heimspiel gegen den FC Schweinfurt 05. Trainer Fred Hoffmann setzte auf den jungen Fahrian im Kampf um den Klassenerhalt. Dieser zeichnete sich im Saisonverlauf durch überdurchschnittliches Reaktionsvermögen, Sprungkraft und spektakuläre Paraden auf der Linie aus. Er machte sich trotz des Abstiegs der Ulmer in die II. Division Süd – die „Spatzen“ verpassten den Klassenerhalt mit nur einem Punkt Rückstand gegenüber den Konkurrenten Schweinfurt und Waldhof – auf Anhieb einen Namen. Fahrian hütete 1960/61 in 24 Spielen das Tor der Ulmer. Er schaffte mit seiner Mannschaft mit dem zweiten Platz 1961/62 in der II. Division Süd die sofortige Rückkehr in die Oberliga Süd. Zum sportlichen Höhepunkt wurden aber seine Berufung in die Nationalmannschaft für das Spiel am 11. April 1962 in Hamburg gegen Uruguay und seine Teilnahme an der Fußballweltmeisterschaft 1962 in Chile.
Im letzten Jahr der erstklassigen Oberliga 1962/63 belegte der junge Nationaltorhüter der WM-Tage in Chile mit Aufsteiger Ulm in der Süd-Oberliga den respektablen achten Tabellenrang. Er absolvierte alle 30 Pflichtspiele an der Seite der beiden torgefährlichen Angreifer Helmut Siebert (22 Tore) und Manfred Ruoff (20 Tore). Zur großen Überraschung der Fußballinteressierten schloss sich der umworbene Torhüter keinem der 16 nominierten Bundesligavereine zur Debütrunde 1963/64 an, sondern spielte mit Ulm in der zweitklassigen Fußball-Regionalliga Süd. In 32 Spielen – Jürgen Modic vertrat ihn in sechs Spielen – konnte er zwar seine Klasse demonstrieren, aber Ulm war kein ernsthafter Anwärter auf einen Spitzenplatz im Süden. Dort zogen Hessen Kassel, Bayern München und Kickers Offenbach ihre Kreise, Ulm belegte den achten Rang. Für die zweite Saison der Fußball-Bundesliga, 1964/65, unterschrieb Fahrian einen Lizenzspielervertrag bei Hertha BSC und wechselte zusammen mit Willibert Kremer (Viktoria Köln), Jürgen Sundermann (RW Oberhausen), Michael Krampitz (Hertha 03 Zehlendorf) und dem heimkehrenden Berliner Kurt Schulz (FC Luzern) an die Spree.

#### Berlin, München, Düsseldorf und Köln, 1964 bis 1976
Der erste Bundesligaspieltag führte die Hertha am 22. August 1964 zum klar favorisierten Titelverteidiger 1. FC Köln. Mit den vier Neuzugängen Fahrian, Sundermann, Kremer und Schulz schaffte die Mannschaft von Trainer Jupp Schneider einen unerwarteten 3:2-Auswärtserfolg. Nach der Vorrunde stand die Hertha mit 15:15 Punkten auf dem neunten Rang. Nach Abschluss einer unbefriedigenden Rückrunde – wegen der sportlichen Misere war Jupp Schneider am 9. März 1965 durch Gerhard Schulte abgelöst worden – rangierte sie mit 25:35 Punkten auf dem 14. Tabellenplatz und hatte mit einem Punkt Vorsprung vor dem Karlsruher SC den Klassenerhalt geschafft. Fahrian hatte 25 Ligaspiele absolviert und war von Hans-Jürgen Krumnow in drei beziehungsweise Wolfgang Tillich in zwei Spielen vertreten worden. In der Spielerbenotung wurde er mit dem Durchschnittswert von 2,48 (gemeinsam mit Werner Krämer und Klaus-Dieter Sieloff) auf dem zweiten Platz hinter Hans Tilkowski mit 2,41 in der Saisonwertung notiert. In der Saisonanalyse wurde festgehalten, „dass die Hertha mit Ex-Nationaltorwart Fahrian endlich einen Klassemann zwischen den Pfosten hatte, ohne den wahrscheinlich auch sportlich der Abstieg kaum zu verhindern gewesen wäre“. Im Oktober 1964 hatte er in den beiden Spielen im Messepokal gegen Royal Antwerpen (2:1/0:2) zusätzliche Einsätze.
Nach der Saison wurde Hertha BSC wegen erheblicher Verstöße gegen das Lizenzspielerstatut die Zugehörigkeit zur höchsten Spielklasse aberkannt und in die Regionalliga zwangsversetzt. Gerade die überhöhten Handgeldzahlungen an Fahrian waren ausschlaggebend für den Ausschluss der Berliner. Der DFB sprach gegen ihn persönlich eine Geldstrafe und eine zwölfmonatige Sperre aus. Diese wurde später um die Hälfte reduziert und Fahrian konnte in der Berliner Regionalliga 1965/66 mit der Hertha – sie holte mit dem Torverhältnis von 136:25 und 58:2 Punkten überlegen die Meisterschaft – in der Rückrunde noch 17 Spiele bestreiten und in die Aufstiegsrunde zur Bundesliga einziehen. Fahrian stand gegen die Konkurrenten Fortuna Düsseldorf, FK Pirmasens und Kickers Offenbach in allen sechs Spielen im Hertha-Tor, konnte aber den Aufstieg nicht erzwingen.
Zur Saison 1966/67 nahm er das Angebot des neuen Deutschen Meisters TSV 1860 München an. Trainer Max Merkel erhoffte sich durch die Klasse von Fahrian, in puncto Disziplin Druck auf den von Fans und den Medien gefeierten „Startorhüter“ Petar Radenković ausüben zu können. „Druck“ gab es dann zwar bei den „Löwen“, aber gegen den autoritären Trainer. Nach dem Ausscheiden im Europacup gegen Real Madrid im November 1966 gipfelte dieser im Rausschmiss des Österreichers am 10. Dezember 1966. Fahrian war bei Merkels Auseinandersetzung mit Teilen der Mannschaft zwischen die „Mühlsteine“ geraten, wobei Merkels Zwist mit Radenković die Hauptrolle spielte. Nach der 0:3-Derby-Niederlage am 15. Oktober 1966 gegen den FC Bayern kam er in der Hinrunde nicht mehr zum Einsatz. Als Trainer Gunther Baumann das erste Spiel unter seiner Verantwortung am 18. Februar 1967 im Stadion an der Grünwalder Straße mit Torhüter Fahrian mit 0:2 gegen Schalke 04 verlor, war die Saison für den Mann aus Ulm gelaufen. Fortan hütete wieder Radenković das Tor der „Löwen“. In der ersten Runde des Landesmeisterwettbewerbs gegen Omonia Nikosia hatte Merkel noch im September 1966 auf die Fangkünste des „Schwarzen Panters“ gesetzt. Nach lediglich acht Bundesligaeinsätzen war das Kapitel München für Fahrian beendet.
Bei Fortuna Düsseldorf, wo er einen neuen Anlauf nahm, kam Fahrian von 1967 bis 1969 in zwei Regionalliga-Spielzeiten auf 64 Einsätze. Er bewies, dass er immer noch ein Torhüter der Spitzenklasse war; leider traf das nicht für die Fortuna zu. Waren im ersten Jahr Bayer 04 Leverkusen, RW Essen und RW Oberhausen der Fortuna in der Tabelle deutlich überlegen – mit 14:20 Punkten in den Auswärtsspielen war man nicht konkurrenzfähig –, traf dies 1968/69 auch auf die drei Spitzenreiter RW Oberhausen, RW Essen und VfL Bochum zu. Zwar holten die Fortunen zehn Punkte mehr als im Vorjahr, aber mehr als der vierte Rang kam dabei nicht heraus. Im Sommer überraschte der frühere Nationaltorhüter dann mit seinem Wechsel zum Kölner Namensvetter SC Fortuna. Der Verein von Präsident Jean Löring war 1967 erst in die Regionalliga aufgestiegen und hatte die Saison 1968/69 auf dem 13. Platz abgeschlossen.
Ab der Serie 1970/71 ging es unter Trainer Ernst-Günter Habig bei Fortuna Köln aufwärts. Im November 1972 wurde Habig von Martin Luppen abgelöst und die Löring-Elf zog nach der Vizemeisterschaft – mit 85:29 Toren in 34 Spielen wies die von Fahrian dirigierte Abwehr die beste Bilanz auf – hinter RW Essen in die Aufstiegsrunde. Dort setzten sich die Kölner überlegen vor dem FC St. Pauli, Mainz 05, Karlsruher SC und BW Berlin (wieder mit der eindeutig besten Abwehr) durch und stiegen in die Fußball-Bundesliga auf. Fahrian hatte in allen acht Aufstiegsspielen im Tor gestanden und lediglich fünf Gegentreffer einstecken müssen. Insgesamt absolvierte er von 1969 bis 1973 mit Fortuna Köln in der Regionalliga West 132 Spiele.
Präsident Löring entschied sich nach dem Aufstieg, auf die Dienste des Fußball-Lehrers Martin Luppen zu verzichten und setzte stattdessen auf die Künste des ehemaligen Leichtathleten Volker Kottmann. Nach dem 17. Spieltag – Fortuna rangierte mit 13:21 Punkten auf dem 16. Tabellenplatz – war die Zeit für Kottmann abgelaufen. Der Präsident übernahm kurz vor dem Rückrundenstart (3:5-Heimniederlage gegen Borussia Mönchengladbach) auch auf dem Trainingsplatz das Kommando und übergab am 21. Januar (die Fortuna stand auf dem letzten Platz) die Trainingsleitung an den ehemaligen Zehnkampf-Olympiasieger Willi Holdorf. Nach dem 33. Spieltag standen Fahrian und Kollegen mit 25:41 Punkten auf dem rettenden 16. Platz, einen Punkt vor dem Wuppertaler SV. Der WSV holte sich am 34. Spieltag mit einem 2:2 beim VfB Stuttgart einen Punkt hinzu, Fortuna Köln verlor das letzte Spiel am 18. Mai 1974 bei Kickers Offenbach mit 0:4 und stieg punktgleich mit Wuppertal wegen des schlechteren Torverhältnisses nach dem Ende der Saison 1973/74 aus der Bundesliga ab. Fahrian hatte als einziger Fortune alle 34 Spiele absolviert.
Es schlossen sich noch zwei Spielzeiten (1974/75 und 1975/76) in der neuen 2. Bundesliga mit 50 Spielen an, ehe Fahrian im Sommer 1976 seine Karriere wegen eines Meniskusschadens beendete. Sein letztes Spiel in der 2. Bundesliga absolvierte er am 15. Februar 1976 beim 3:1-Heimsieg gegen Westfalia Herne. An der Seite von Peter Boers, Roland Hattenberger, Walter Müller, Rolf Dohmen, Friedhelm Otters, Johannes Linßen, Lothar Wesseler, Helmut Bergfelder, Otmar Ludwig und Rolf Bauernkämper schloss er seine über 16 Jahre dauernde aktive Laufbahn (Oberliga Süd, II. Division Süd, Regionalliga Süd, Bundesliga, Regionalliga West und 2. Bundesliga) ab.

#### Erfolge
- 1962: Aufstieg in die Fußball-Oberliga Süd
- 1973: Aufstieg in die Fußball-Bundesliga

### Nationalmannschaft, 1961 bis 1964
Erstmals in Berührung mit dem DFB kam der junge Ulmer Torhüter in der Saison 1961/62. Bundestrainer Sepp Herberger setzte das Talent im Testspiel der DFB-Auswahl am 6. September 1961 gegen eine Auswahl aus Luxemburg in der zweiten Halbzeit für den Kölner Fritz Ewert ein. Am 8. Oktober 1961 hütete der Zweitligatorwart hinter dem Verteidigerpaar Friedel Rausch und Jürgen Kurbjuhn das Tor der deutschen Juniorennationalmannschaft U23 beim Länderspiel in Gelsenkirchen gegen Polen. Herberger nahm den jungen Ulmer mit auf die Ersatzbank für das WM-Qualifikationsspiel am 22. Oktober gegen Griechenland. Es folgten weitere Testspiele in der Nationalmannschaft gegen Vereinsmannschaften (Karlsruher SC, Kombination Köln/Mönchengladbach), ein Spiel der Regionalauswahl von Süddeutschland gegen Westdeutschland am 3. März 1962 und das abschließende Testspiel am 21. März 1962 in Saarbrücken zwischen einer DFB-A-Auswahl und einer B-Auswahl. Dann debütierte der 20-jährige Torhüter aus der 2. Liga Süd am 11. April 1962 in Hamburg beim letzten Länderspiel vor dem WM-Turnier 1962 in Chile gegen Uruguay in der Nationalmannschaft. Er überzeugte mit einer tadellosen Leistung und flog im Mai 1962 mit der DFB-Auswahl nach Chile.
Da der bisherige Stammtorhüter Hans Tilkowski vermeintlich als klare Nummer eins im Aufgebot stand, überraschte die Fahrian-Nominierung des Bundestrainers für das Startspiel am 31. Mai in Santiago gegen Italien nicht nur die Reihen der Chile-Fahrer, sondern auch die Reporter und Fans in Deutschland. Beim torlosen Remis an seinem 21. Geburtstag gegen den gefürchteten italienischen Innensturm mit Gianni Rivera, José Altafini und Omar Sívori zahlte Fahrian aber das Vertrauen von Herberger mit Leistung zurück. In Gruppe B folgten die Spiele gegen die Schweiz (2:1) und Chile (2:0), damit hatte die deutsche Mannschaft den ersten Gruppenplatz mit 5:1 Punkten und 4:1 Toren errungen. Die Abwehr stand bombensicher, in der Offensive gab es noch Spielraum nach oben. Am 10. Juni fand das Viertelfinalspiel gegen Jugoslawien (wiederum in Santiago) statt. Fahrian kam zu seinem vierten WM-Einsatz und zeigte – wie die gesamte Defensive – auch beim harten Kampf um den Einzug ins Halbfinale gegen den gefährlichen Innensturm mit Dragoslav Šekularac, Milan Galić und Josip Skoblar eine ausgezeichnete Leistung. Gegen den Schuss von Außenläufer Petar Radaković in der 86. Minute zum spielentscheidenden 1:0 für Jugoslawien hatte er jedoch keine Abwehrchance.
Im letzten Oberligajahr 1962/63 berücksichtigte Bundestrainer Herberger den Chile-Torhüter bei drei Länderspielen: am 30. September 1962 in Zagreb gegen Jugoslawien (3:2), am 24. Oktober 1962 in Stuttgart gegen Frankreich (2:2) und am 5. Mai 1963 in Hamburg beim Spiel gegen den amtierenden Weltmeister Brasilien, das mit einer 1:2-Niederlage endete.
Fahrian, der im ersten Bundesligajahr 1963/64 bei Ulm und damit zweitklassig geblieben war, wurde in dieser Saison noch zweimal in die Nationalmannschaft berufen. Nach der 3:4-Niederlage am 29. April 1964 in Ludwigshafen gegen Vizeweltmeister Tschechoslowakei war nach zehn Länderspielen seine Karriere in der DFB-Auswahl dann beendet. Als Hertha-Torhüter kam er am 15. September 1964 bei einem Testspiel noch einmal ins Tor. Beim Länderspiel am 4. November 1964 in Berlin gegen Schweden war er Ersatz. Die Sperre durch den DFB nach der Saison 1964/65 und die folgenden unglücklichen Vereinswechsel verhinderten eine Fortsetzung seiner internationalen Laufbahn.

### Spielervermittler
Der gelernte Heizungsmonteur blieb dem Fußballsport verbunden. Er baute nach seiner Spielerlaufbahn eine Agentur zur Spielervermittlung auf, die er über viele Jahre erfolgreich betrieben und sich dabei den Ruf eines seriösen Fachmannes erworben hat. Zu den bekannten von Fahrian betreuten Spielern gehörten Jürgen Kohler, Steffen Freund und Thomas Linke. In den letzten Jahren war der DFB-lizenzierte Spielervermittler als Geschäftsführer bei der Rogon Sportmanagement GmbH & Co. KG tätig und leitete das Rogon-Büro in Köln.

## Privates
Fahrian lebte mit seiner Ehefrau Karola in Köln, war Vater von drei Töchtern und hatte sieben Enkel und zwei Urenkel. Er erlitt im Oktober 2009 einen versteckten Herzinfarkt und nachfolgend eine Lungenentzündung. Im April 2022 erlag er den Folgen einer weiteren Lungenentzündung. Wolfgang Fahrian wurde am 28. April 2022 auf dem Dellbrücker Friedhof beigesetzt.

## Trivia
Sein Enkel Fabio Fahrian (* 1992) ist ebenfalls Fußballspieler, er spielte als defensiver Mittelfeldspieler unter anderem beim KFC Uerdingen 05, TuRU Düsseldorf und TSV Meerbusch.

## Autobiografie
- Und wenn sie stürmen…, Verlag Otto Jung, Ulm 1964